# Dud Corner Cemetery
Dud Corner Cemetery is een Britse militaire begraafplaats met gesneuvelden uit de Eerste Wereldoorlog, gelegen in de Franse gemeente Loos-en-Gohelle (Pas-de-Calais). De begraafplaats werd ontworpen door Herbert Baker en ligt 1,8 kilometer ten noordwesten van het centrum van Loos. Het terrein heeft een rechthoekig grondplan met een oppervlakte van 5.550 m² en wordt onderhouden door de Commonwealth War Graves Commission. Aan de straatzijde, waar centraal de Stone of Remembrance staat, wordt de begraafplaats geflankeerd door twee hoekgebouwtjes met zuilen. Bij het linker gebouw kan men een terras betreden van waarop men een goed uitzicht heeft op de begraafplaats en het vroegere slagveld. De drie andere zijden worden ingenomen door het Loos Memorial met de namen van meer dan 20.000 gesneuvelden die geen gekend graf hebben. Het Cross of Sacrifice staat centraal in een halfcirkelvormige apsis aan de achterste muur van begraafplaats. Het niveau van de begraafplaats ligt lager dan het straatniveau en kan via twee trappen betreden worden. 
Er liggen 1.812 doden begraven, waarvan er 1.128 niet geïdentificeerd konden worden.

## Geschiedenis
De begraafplaats werd Dud Corner genoemd, omdat men na de wapenstilstand in de omgeving veel niet-ontplofte vijandelijke granaten vond (Dud is soldatentaal voor blindganger, betekent: waardeloos, prul).
In september/oktober 1915 woedden hevige gevechten in de omgeving van Loos wat later zal bekend worden als de Slag bij Loos. De enige slachtoffers die hier tijdens deze gevechten begraven werden waren 4 officieren van de 9th Black Watch en 1 soldaat van de 8th Royal Dublin Fusiliers. Alle andere slachtoffers werden later toegevoegd vanuit de omgeving van Loos en het gebied ten noorden ervan. Een flink aantal waren ook afkomstig van kleinere begraafplaatsen zoals: Tosh Cemetery en Crucifix Cemetery in Loos en Le Rutoire British Cemetery in Vermelles.
Er worden nu 1.784 Britten en 28 Canadezen herdacht. Voor 15 Britten werden Special Memorials opgericht omdat men hun graven niet meer terugvond en men aanneemt dat ze zich onder de naamloze grafzerken bevinden. Twaalf soldaten van het 2nd Welch Regiment die sneuvelden op 12 oktober 1915 worden herdacht met een Duhallow Block omdat zij oorspronkelijk in Crucifix Cemetery begraven werden maar bij de ontruiming ervan niet meer gevonden werden.

## Graven

### Onderscheiden militairen
- Anketell Moutray Read, kapitein bij het Royal Flying Corps en het 1st Bn. Northamptonshire Regiment ontving het Victoria Cross (VC) voor zijn moedig optreden in een quasi verloren situatie toen hij zijn manschappen aanmoedigde zich terug te organiseren en in de aanval te gaan. Bij deze actie werd hij dodelijk gewond en stierf op 25 september 1915. Hij was 31 jaar.
- Harry Wells, sergeant bij het 2nd Bn. Royal Sussex Regiment ontving het Victoria Cross (VC) voor zijn moedig optreden gedurende een vijandelijke aanval op 25 september 1915, waarbij zijn pelotonscommandant werd gedood. Hij nam het bevel over en leidde zijn mannen naar de vijandelijke stellingen waarbij bijna de helft van zijn peloton werd gedood of gewond. Opnieuw spoorde hij de anderen aan om door te gaan maar werd daarbij door vijandelijk vuur gedood. Hij was 27 jaar.
- Philip Scott Burge, kapitein bij de Royal Air Force werd onderscheiden met het Military Cross en de Military Medal (MC, MM).
- George Pemberton, onderluitenant bij de Cameron Highlanders en William Charles Harvey Nunn, korporaal bij de Royal Engineers werden onderscheiden met de Distinguished Conduct Medal (DSM).
- John Demetchin, sergeant bij het 5th Canadian Mounted Rifles Battalion ontving de Military Medal (MM).

### Minderjarige militairen
- soldaat Ernest Clifford Plane (Welsh Regiment) was 16 jaar toen hij op 30 november 1915 sneuvelde.
- de korporaal C.L. Crossingham, T. Duggan en Charles Edward Judge; de schutters John Thomas Downer en William Alexander Leighton; de soldaten James Ingram, Martin Kennedy en F. McGuire waren 17 jaar toen ze sneuvelden.

### Aliassen
- soldaat J. Edgerton-Cooper diende onder het alias J. Cooper bij de King's Shropshire Light Infantry.
- soldaat Thomas Cullen diende onder het alias T. Murphy bij het Royal Irish Regiment.